# Max Noether
Max Noether (24 tháng 9 năm 1844 - 13 tháng 12 năm 1921) là một nhà toán học người Đức, người đã nghiên cứu về hình học đại số và lý thuyết về các hàm đại số. Ông được gọi là "một trong những nhà toán học giỏi nhất của thế kỷ 19". Ông là cha của Emmy Noether.

## Tiểu sử
Max Noether sinh ra tại Mannheim vào năm 1844, trong một gia đình Do Thái buôn đồ gia dụng giàu có. Ông nội của ông, Elias Samuel, bắt đầu kinh doanh tại Bruchsal từ năm 1797. Năm 1809, Đại công quốc Baden đã thành lập "Đạo luật khoan dung", ấn định họ cho họ cho người đàn ông đứng đầu của mọi gia đình Do Thái mà đã không có. Do đó, người Samuels trở thành họ Noether và là một phần của việc Kitô giáo hóa tên này, con trai của họ Hertz (cha của Max) đã trở thành Hermann. Max là con thứ ba trong số năm đứa con mà Hermann có với vợ Amalia Wurzburger.
Năm 14 tuổi, Max bị nhiễm bệnh bại liệt và bị ảnh hưởng bởi những ảnh hưởng của nó cho đến hết đời. Thông qua tự học, ông đã học toán cao cấp và vào Đại học Heidelberg vào năm 1865. Ông phục vụ trong khoa ở đó trong vài năm, sau đó chuyển đến Đại học Erlangen ở 1888. Trong khi ở đó, ông đã giúp tìm ra lĩnh vực hình học đại số.